# Palacio del Pharo

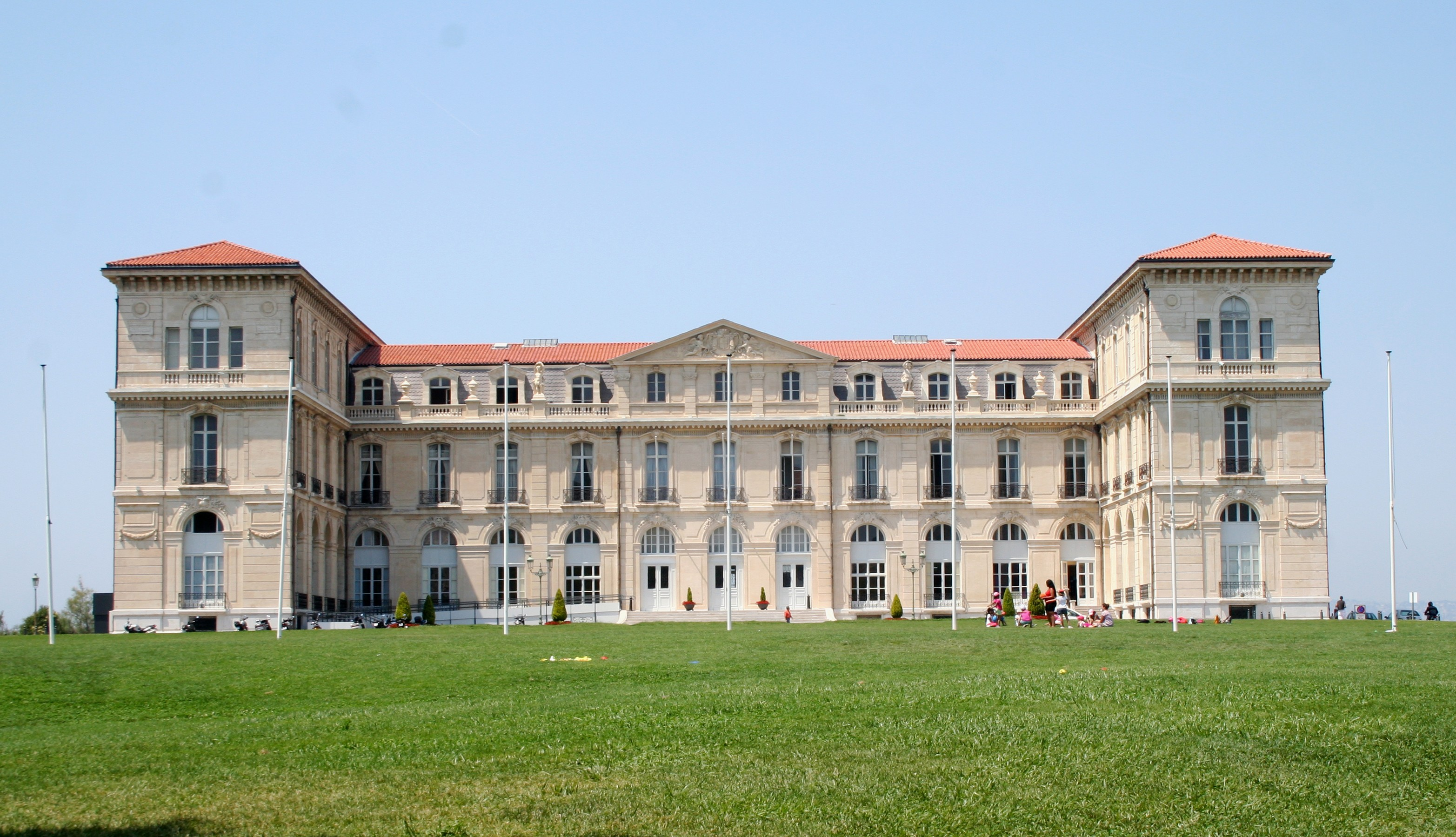
El palacio del Faro

El Palacio del Pharo o Palacio del Faro (del occitano faròt, faro y en francés palais du Pharo) es un monumento marsellés que Napoleón III mandó construir para la emperatriz Eugenia en la segunda mitad del siglo XIX. En la actualidad pertenece a la ciudad de Marsella y en él se celebran conferencias y actos diversos. Domina el puerto, por el lado del mar, y el jardín del Faro (Pharo), lado de la ciudad.

## Histórico

### Contexto

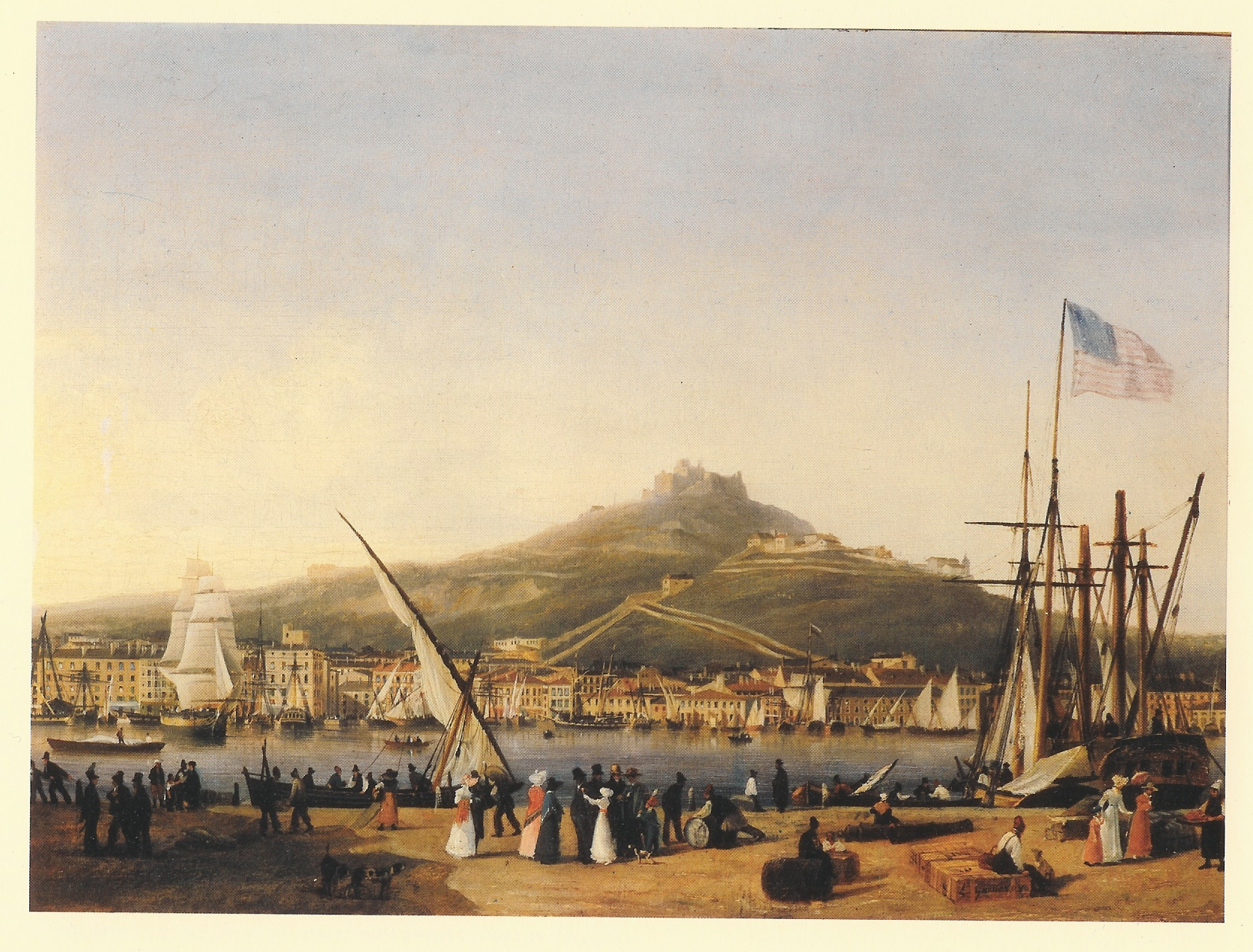
El puerto de Marsella hacia 1820.

Entre finales del siglo XVIII y la primera mitad del XIX, la ciudad de Marsella experimentó profundas transformaciones, vinculadas sobre todo a su floreciente actividad económica. Por ejemplo, el valor anual de las mercancías importadas o exportadas por el comercio marítimo de la ciudad aumentó en 852 millones de francos y la población pasó de 106.000 a 195.000 habitantes entre 1792 y 1852.
Para responder a las nuevas necesidades de la ciudad, Luis Napoleón Bonaparte emprendió una amplia política de construcción y modernización de las infraestructuras existentes. A partir de 1852, desbloqueó los fondos necesarios para construir el Palacio de la Bolsa y renovar el Hôtel-Dieu y el Puerto de la Joliette.
Esto explica las numerosas visitas de Luis Napoleón Bonaparte a partir de finales de la década de 1840. En particular, fue durante una de sus visitas en 1851 cuando expresó su deseo de construir una residencia en la ciudad. El ayuntamiento se mostró rápidamente dispuesto a cumplir este deseo, ofreciendo al Príncipe-Presidente la suma de un millón de francos como contribución. El entusiasmo del ayuntamiento por el proyecto se debía principalmente al deseo de agradecer a Luis Napoleón Bonaparte su política mediterránea, que había contribuido al desarrollo de la ciudad. La suma liberada se utilizó para comprar el terreno en el que Luis Napoleón Bonaparte quería construir su palacio.

### Ejecución
Proclamado emperador con el nombre de Napoleón III, en noviembre de 1852 encargó a Samuel Vaucher, arquitecto ginebrino, la elección de un emplazamiento adecuado para la construcción de la residencia imperial. Vaucher eligió el emplazamiento de La Teste More, que dominaba el puerto y ofrecía una vista panorámica de la costa. Vaucher presentó sus planos al emperador en febrero de 1853, y fueron corregidos por el arquitecto Hector-Martin Lefuel[3]. El proyecto de construcción fue entonces similar al de la Villa Eugenia de Biarritz, que comenzó en 1854.
El Ayuntamiento pagó cerca de 1.200.000 francos para adquirir el terreno[3]. El terreno requirió una serie de trabajos preliminares de nivelación debido a la forma de cráter del emplazamiento. La primera piedra del palacio no se colocó hasta el 15 de agosto de 1858, día de San Napoleón. La construcción paralela de la Villa Eugenia incitó al emperador a considerar las últimas mejoras técnicas. Lefuel recibió el encargo de realizar estudios al respecto y las obras se interrumpieron en noviembre. Las obras se reanudaron entonces, pero se vieron retardadas por la falta de fondos y las dificultades para obtener piedra, debido a la construcción simultánea de la catedral de Santa María la Mayor. En agosto de 1861, Vaucher fue considerado responsable del retraso de las obras, y la administración de obras civiles decidió despedirle y sustituirle por Henri-Jacques Espérandieu, arquitecto de la basílica de Notre-Dame-de-la-Garde y recomendado por diversas personalidades de la época.
Al mismo tiempo, los trabajos de ornamentación interior y de la fachada se confiaron a los escultores François Gilbert, Vittoz y Simon. Pero a pesar del nombramiento de Espérandieu, el Palacio del Faro seguía inacabado cuando cayó el Imperio en 1871. La pareja imperial nunca vivió allí.

### Después de Napoleón

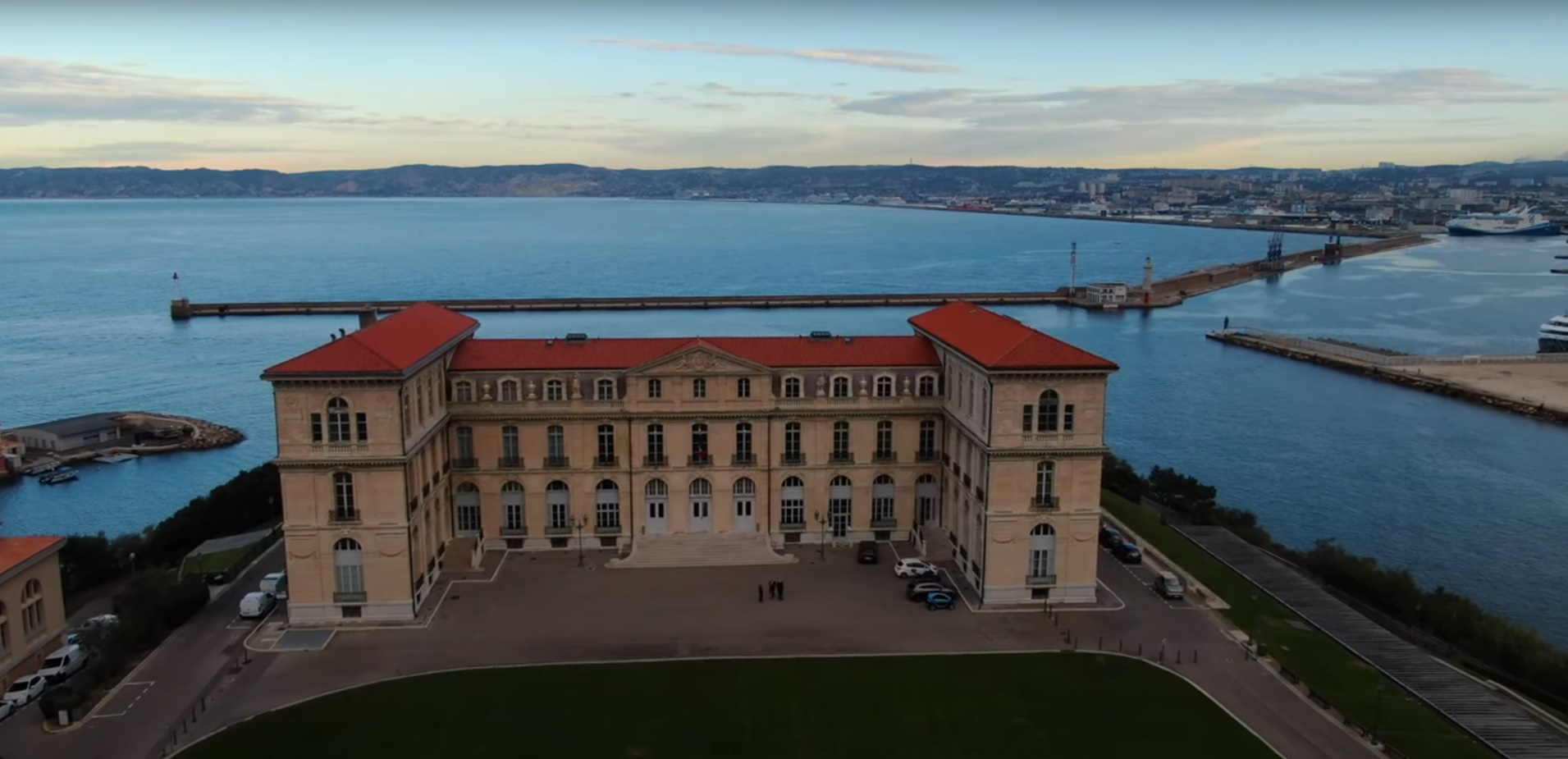
El palacio del Pharo y el Mediterráneo detrás

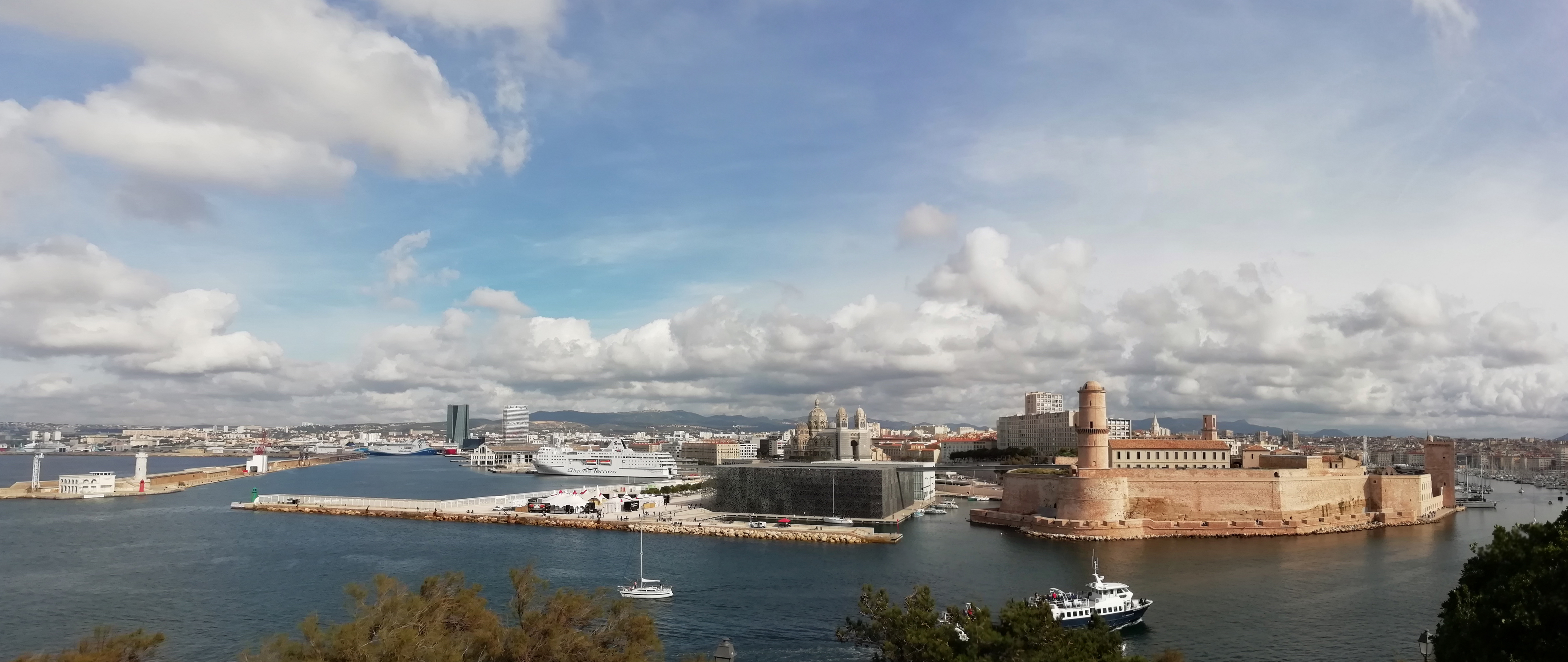
Vista del Museo de Civilizaciones Europeas y Mediterráneas, y los puertos viejo y nuevo

Tras la caída del régimen, los opositores de Napoleón III atacaron todos los símbolos del Imperio. En particular, la turba destruyó todos los emblemas y ornamentos napoleónicos que decoraban la fachada del edificio. A la muerte del emperador en 1873, la ciudad de Marsella reclamó la propiedad de la finca y emprendió acciones legales contra la emperatriz, única propietaria legal en aquel momento. Se entabló una larga y amarga batalla legal, que finalmente ganó la emperatriz en 1884. Eugenia decidió entonces ofrecer el palacio y sus jardines a la ciudad, con la condición de que se utilizaran para fines públicos.
En 1884, durante una epidemia de cólera, el edificio, que aún no había sido terminado, se transformó en un hospital provisional conocido como «Hôpital du Pharo» (Hospital del Faro), que permaneció en uso hasta finales del siglo XIX, albergando sucesivamente a enfermos de cólera y tuberculosis. Los edificios del lado de la explanada del palacio fueron ocupados por primera vez por la Facultad de Medicina en 1890. En 1905, el Instituto de médicina tropical del servicio de salud de los ejércitos, conocido como École du Pharo (Escuela del Faro), se estableció aquí. Desde 2012, el edificio alberga la sede de la Universidad de Aix-Marsella.
En la actualidad, el palacio se utiliza como lugar de recepción de la ciudad de Marsella. El edificio ha sido objeto de varias modificaciones, entre ellas la adición de salas subterráneas bajo los jardines, que ahora están acristaladas y ofrecen una hermosa vista panorámica del Puerto Viejo, así como un auditorio donde se celebran conciertos de la Ópera de Marsella. El recinto alberga también un edificio perteneciente a la comunidad urbana de Marsella Provenza Métropole, pero desde la desaparición de esta última en favor de la metrópoli Aix-Marsella Provenza, alberga ahora uno de los consejos territoriales de esta última.
Cerca del palacio y frente a la costa se encuentra el monumento a los héroes y víctimas del mar, una escultura metálica de grandes dimensiones, catalogada como monumento histórico.

## Estilo y arquitectura

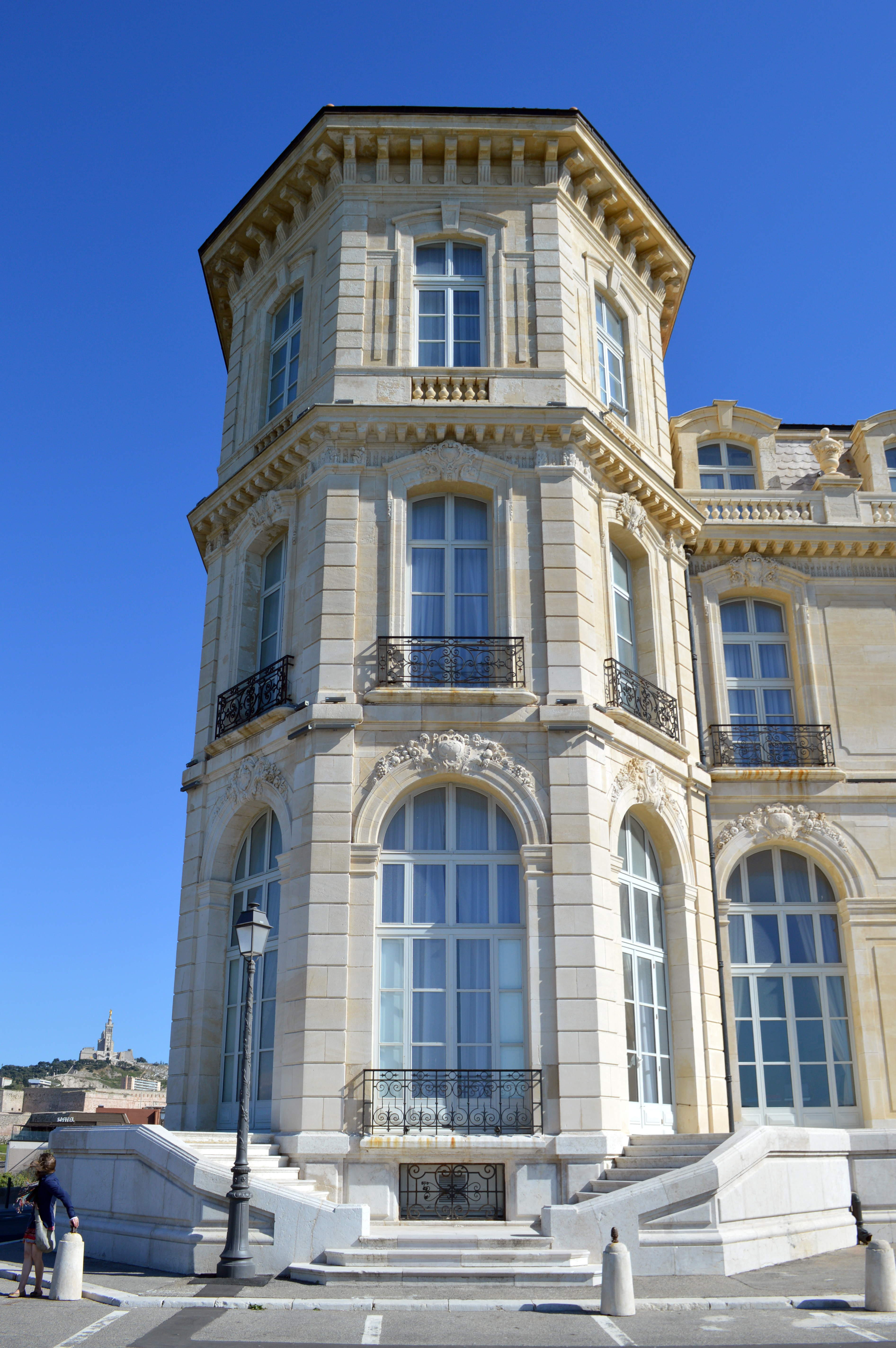
Detalle.

Flanqueado por dos alas laterales que forman una pantalla contra el mistral, la estructura del edificio se asemeja más a la arquitectura de un balneario que a la de una residencia imperial. En su momento, el proyecto del edificio reflejaba la construcción de la Villa Eugenia emprendida por Napoleón III en 1854 en Biarritz. Aunque similar a la de Biarritz, con su planta en forma de U, la residencia de Pharo era más grande y monumental, con un ático. Además, en Marsella sólo se utilizó la piedra, a diferencia de la residencia vasca, construida en ladrillo.
Las referencias a la arquitectura clásica son numerosas. Las fachadas del Palacio del Faro presentan ventanas de arco de medio punto en la planta baja y ventanas de arco en los pisos superiores, decoradas con guirnaldas y una concha. El tímpano del frontón triangular presenta el escudo de la ciudad de Marsella portado por dos niños. Los motivos de sillería de la planta baja fueron esculpidos por el marsellés Simon. Cuando el edificio se destinó a la Facultad de Medicina, su armonía original se vio alterada por la elevación de las alas laterales, lo que provocó la desaparición del «tejado estilo Marsant» aún presente en el cuerpo central.
El palacio domina un jardín público de 5,7 hectáreas que hoy lleva el nombre de Émile Duclaux, pero que los marselleses continúan llamando el jardín del Faro (Pharo).

## Galería

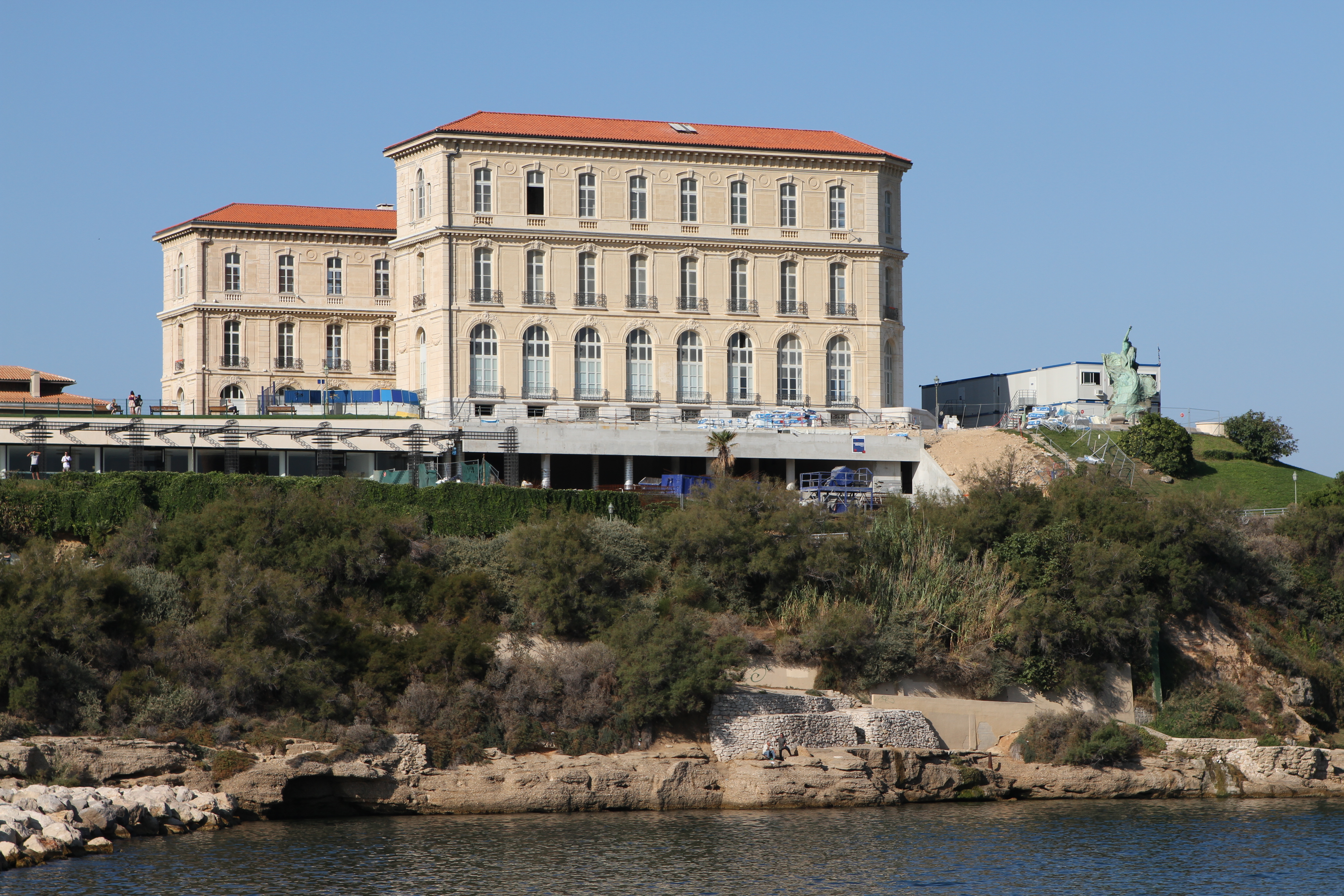
Vista desde el puerto viejo.
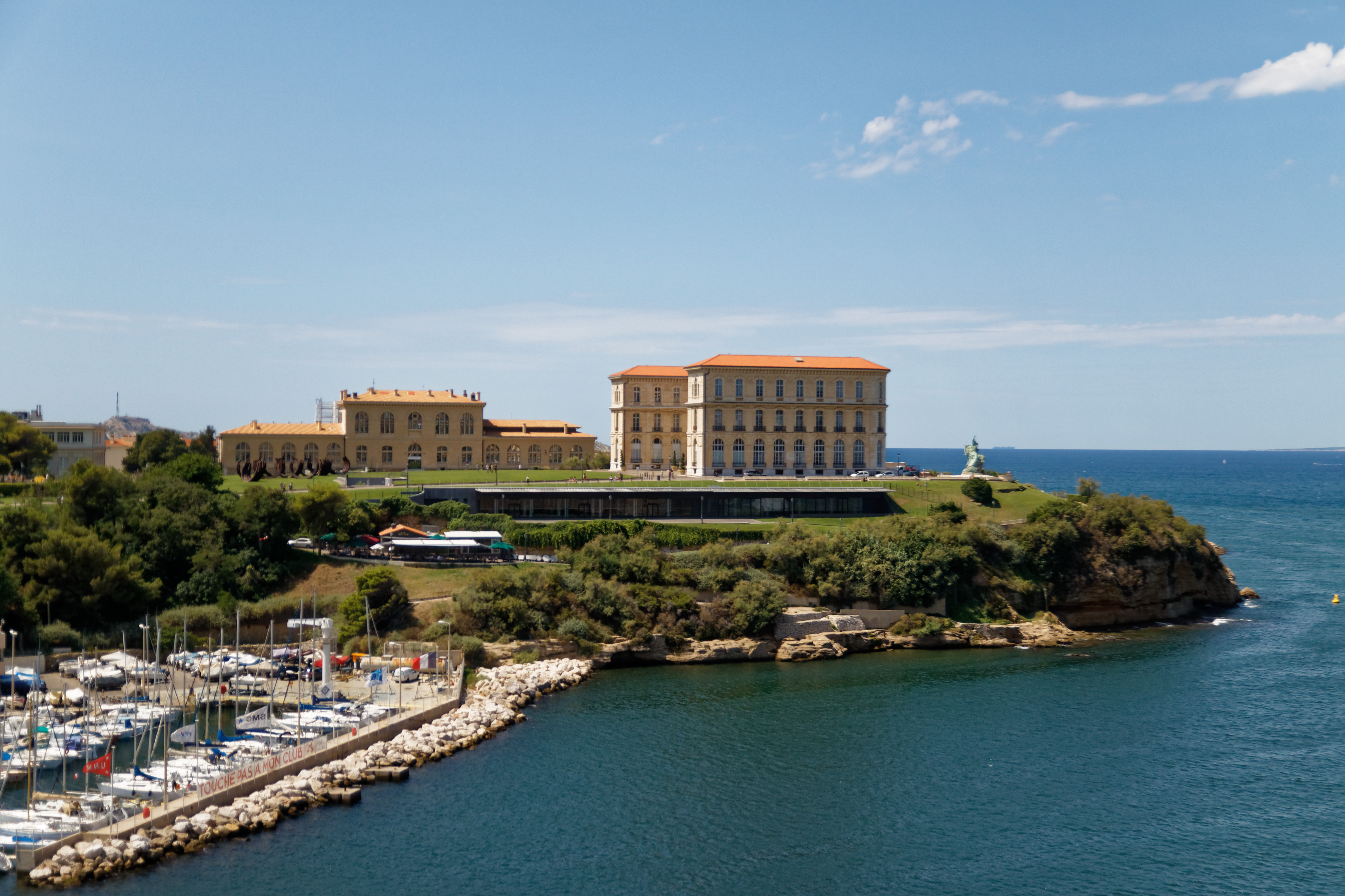
Vista desde el fuerte Saint-Jean.
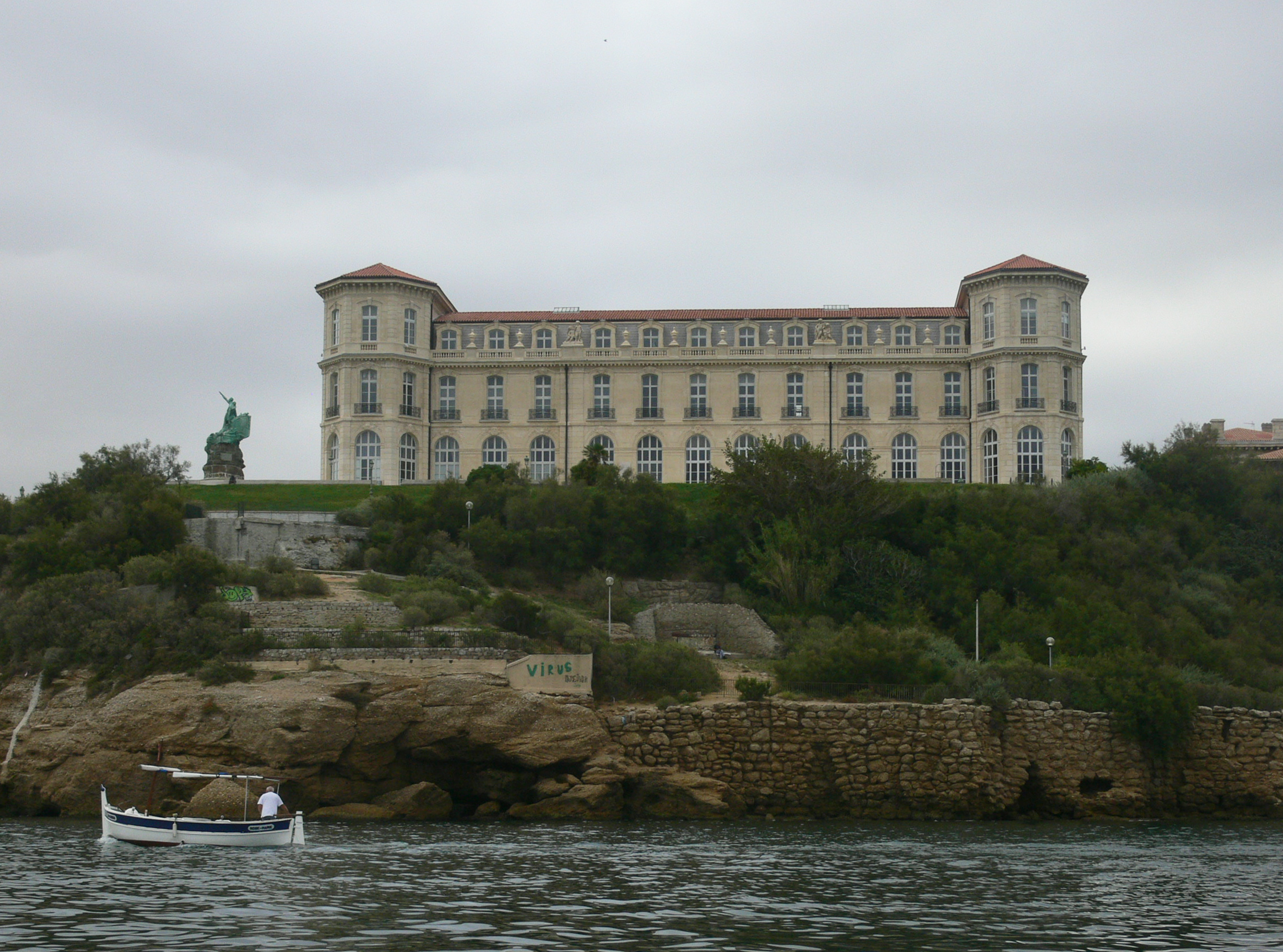
Fachada norte.
El palacio del Pharo semioculto por la niebla estival.
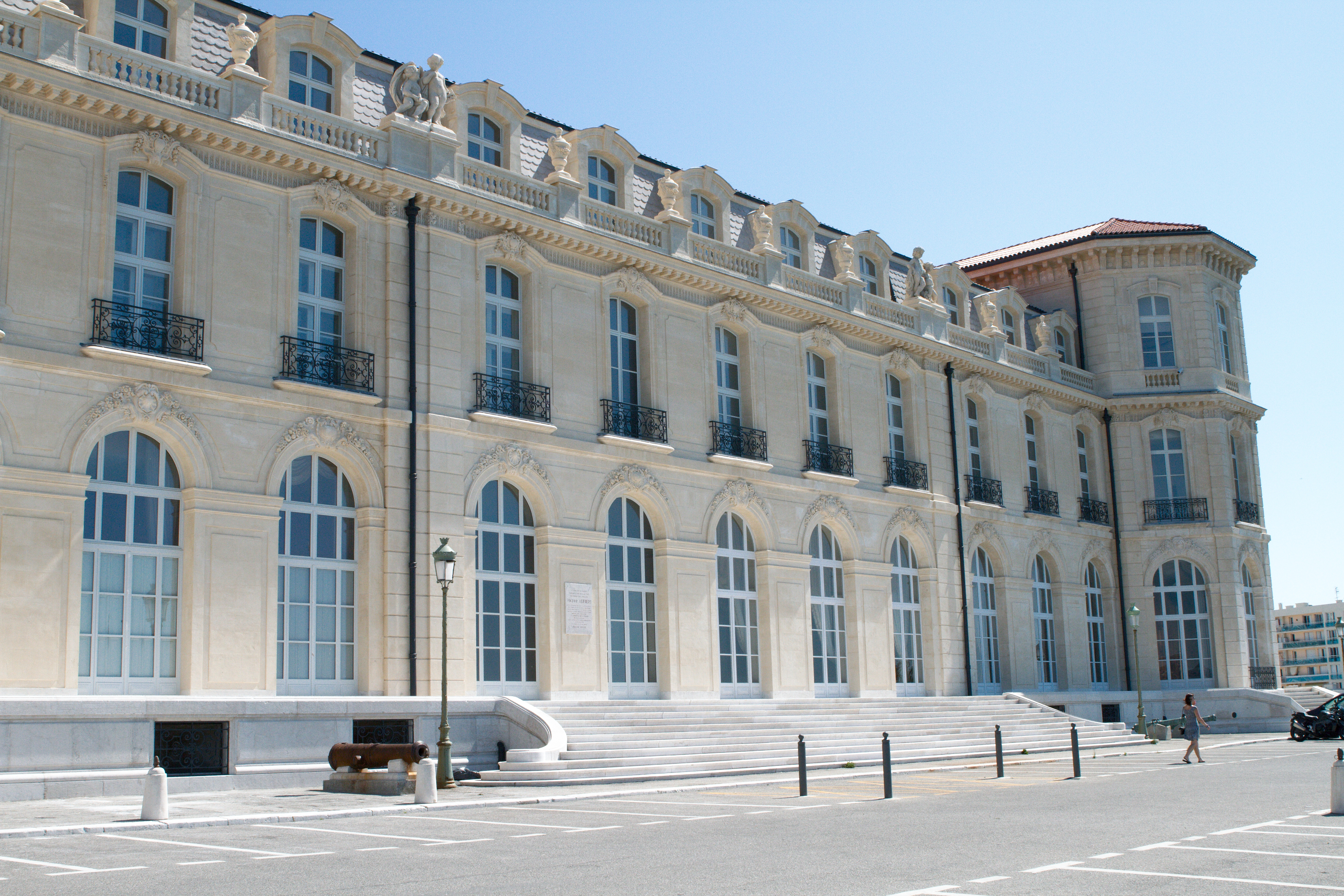
Fachada sur.